# Plan (Isère)
Pour les articles homonymes, voir Plan.
Plan est une commune française située dans le département de l'Isère, en région Auvergne-Rhône-Alpes.
Historiquement rattachée à la province royale du Dauphiné, la paroisse devenue la commune de Plan a adhéré à la communauté de communes Bièvre Chambaran en 2012, puis, à la suite de la fusion de plusieurs intercommunalités, a rejoint la communauté de communes Bièvre Isère, le 1er janvier 2014.
Géographiquement, la commune héberge le point culminant du plateau de Chambaran, au Camp de César, à 789 m d'altitude et ses habitants sont dénommés les Planots.

## Géographie

### Situation et description
Située entre Lyon, Grenoble, Valence et Bourgoin-Jallieu, dans le secteur du Bas Dauphiné, en Isère, la commune s'est principalement développée sur les premières pentes du plateau boisé de Chambaran, en lisère de la plaine de la Bièvre.
Il s'agit d'un très modeste bourg, entouré de quelques hameaux à l'aspect essentiellement rural situé dans une zone de basse montagne et dont le territoire culmine à près de 800 mètres d'altitude au niveau du camp de César.

### Géologie
Le territoire de Plan se positionne dans un secteur de basse montagne non loin du point culminant du plateau de Chambaran qui se caractérise par un sillon molassique périalpin qui comprend le Bas Dauphiné et l'Est lyonnais. Ce plateau est constitué d'une ossature en molasse miocène, recouverte en grande partie par un placage de terres argilo-limoneuses ou argilo-sableuses.

### Communes limitrophes
| Saint-Étienne-de-Saint-Geoirs | Sillans       | Izeaux              |
| Saint-Geoirs                  | Plan          | Saint-Paul-d'Izeaux |
|                               | La Forteresse |                     |

### Climat
Pour des articles plus généraux, voir Climat d'Auvergne-Rhône-Alpes et Climat de l'Isère.
En 2010, le climat de la commune est de type climat océanique altéré, selon une étude du Centre national de la recherche scientifique s'appuyant sur une série de données couvrant la période 1971-2000. En 2020, Météo-France publie une typologie des climats de la France métropolitaine dans laquelle la commune est exposée à un climat de montagne ou de marges de montagne et est dans la région climatique  Alpes du nord, caractérisée par une pluviométrie annuelle de 1 200 à 1 500 mm, irrégulièrement répartie en été. 
Pour la période 1971-2000, la température annuelle moyenne est de 9,9 °C, avec une amplitude thermique annuelle de 17,1 °C. Le cumul annuel moyen de précipitations est de 1 139 mm, avec 10,4 jours de précipitations en janvier et 6,9 jours en juillet. Pour la période 1991-2020, la température moyenne annuelle observée sur la station météorologique de Météo-France la plus proche, « Grenoble-Saint-Geoirs », sur la commune de Saint-Étienne-de-Saint-Geoirs à 4 km à vol d'oiseau, est de 11,5 °C et le cumul annuel moyen de précipitations est de 915,1 mm,. Pour l'avenir, les paramètres climatiques de la commune estimés pour 2050 selon différents scénarios d'émission de gaz à effet de serre sont consultables sur un site dédié publié par Météo-France en novembre 2022.

### Hydrographie
S'écoulant depuis le centre du plateau de Chambaran, le Rival est le seul cours d'eau notable de la commune. Il s'agit d'un ruisseau au débit irrégulier s'écoulant dans un axe sud-est - nord-ouest en limite du territoire communal.

### Voies de communication
Le territoire de Plan est situé à l'écart des grands axes de circulation. La RD154b qui traverse le bourg, permet de les relier aux communes de Saint-Geoirs et Sillans.

## Urbanisme

### Typologie
Au 1er janvier 2024, Plan est catégorisée commune rurale à habitat dispersé, selon la nouvelle grille communale de densité à sept niveaux définie par l'Insee en 2022.
Elle est située hors unité urbaine. Par ailleurs la commune fait partie de l'aire d'attraction de Grenoble, dont elle est une commune de la couronne,. Cette aire, qui regroupe 204 communes, est catégorisée dans les aires de 700 000 habitants ou plus (hors Paris),.

### Occupation des sols
L'occupation des sols de la commune, telle qu'elle ressort de la base de données européenne d’occupation biophysique des sols Corine Land Cover (CLC), est marquée par l'importance des territoires agricoles (61,2 % en 2018), une proportion identique à celle de 1990 (61,2 %). La répartition détaillée en 2018 est la suivante : 
forêts (38,8 %), prairies (26,9 %), zones agricoles hétérogènes (26,6 %), cultures permanentes (7,7 %). L'évolution de l’occupation des sols de la commune et de ses infrastructures peut être observée sur les différentes représentations cartographiques du territoire : la carte de Cassini (XVIIIe siècle), la carte d'état-major (1820-1866) et les cartes ou photos aériennes de l'IGN pour la période actuelle (1950 à aujourd'hui).

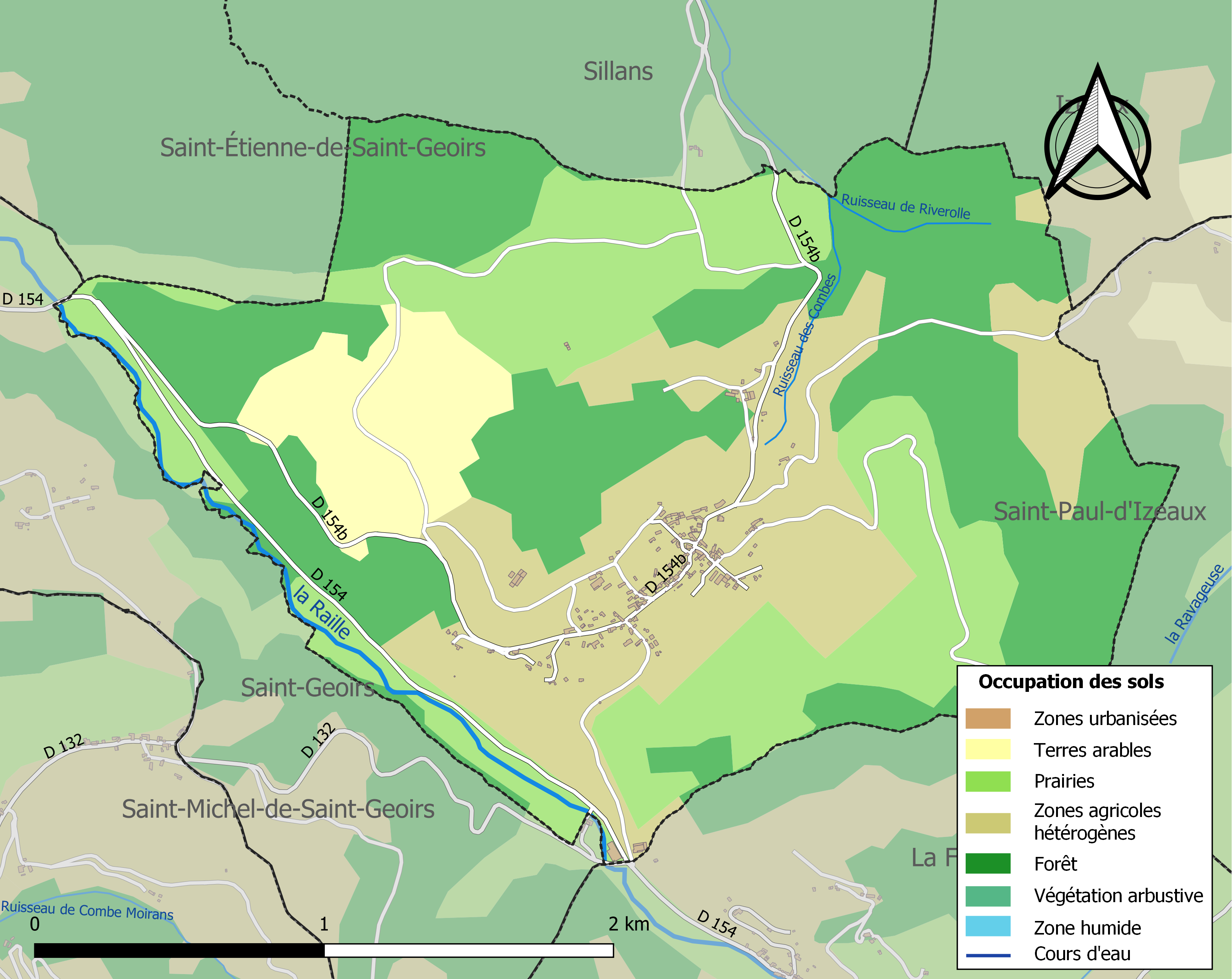
Carte des infrastructures et de l'occupation des sols de la commune en 2018 (CLC).
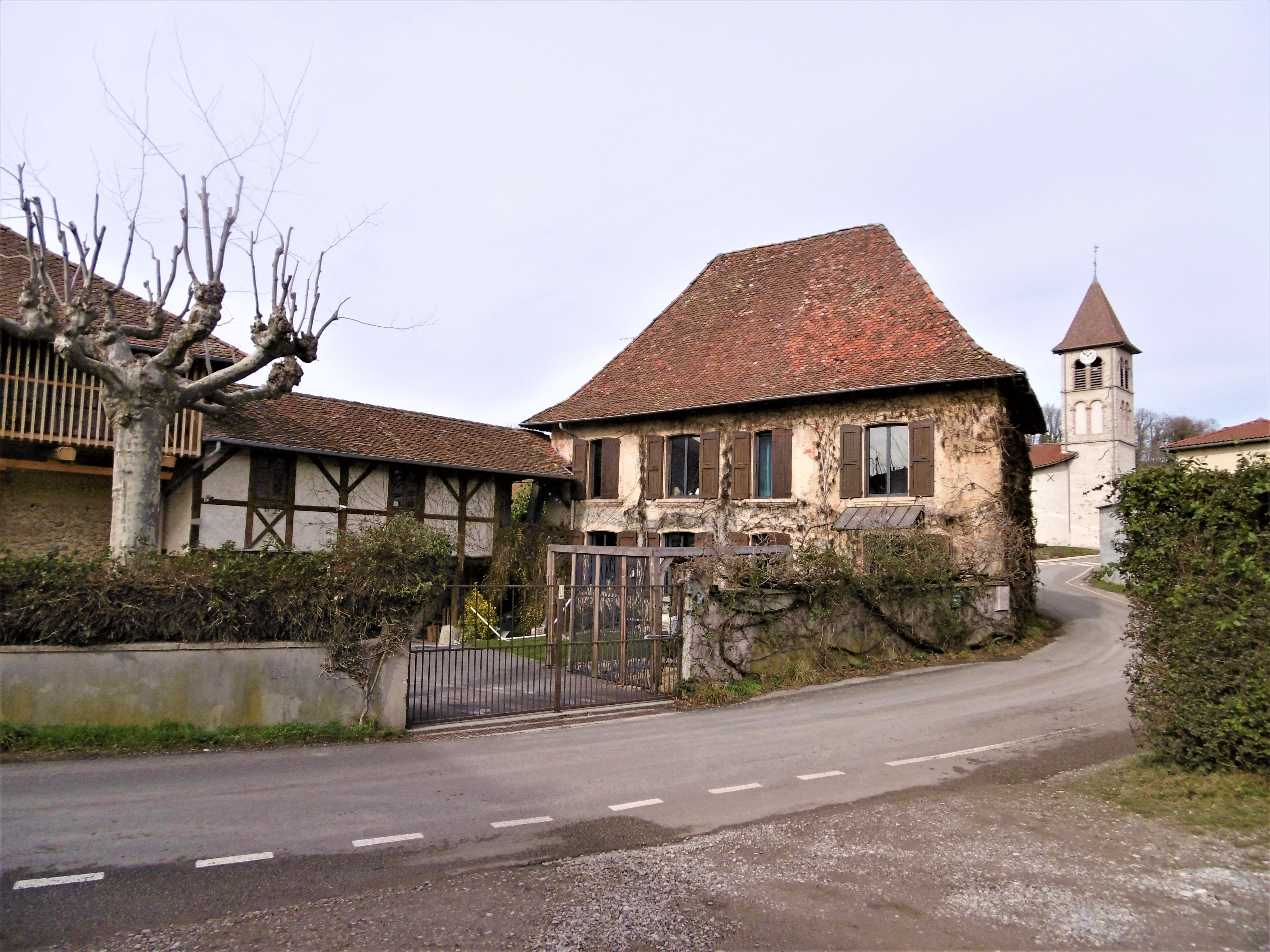
La rue principale de Plan en février 2021

### Hameaux lieux-dits et écarts
Voici, ci-dessous, la liste la plus complète possible des divers hameaux, quartiers et lieux-dits résidentiels urbains comme ruraux qui composent le territoire de la commune de Plan, présentés selon les références toponymiques fournies par le site géoportail de l'Institut géographique national. 
| - l'Adret - Rieux - le Souillat - la Lézina | - Fessoud - Colombier - le Polonfrey - Chaux de Fond | - les Touches - les Bruyères - les Terreaux - le Retour | - le Camp de César - la Chaurière - la Gagère - la Bâtie |

### Risques naturels et technologiques

#### Risques sismiques
L'ensemble du territoire de la commune de Plan est situé en zone de sismicité n°3 (modérée, sur une échelle de 1 à 5)), comme la plupart des communes de son secteur géographique.
| Type de zone | Niveau            | Définitions (bâtiment à risque normal) |
| ------------ | ----------------- | -------------------------------------- |
| Zone 3       | Sismicité modérée | accélération = 1,1 m/s2                |

## Toponymie
Étymologiquement le terme Plan évoque une « petite plaine » Du latin planus (« plan, plat, sans relief »).

## Histoire

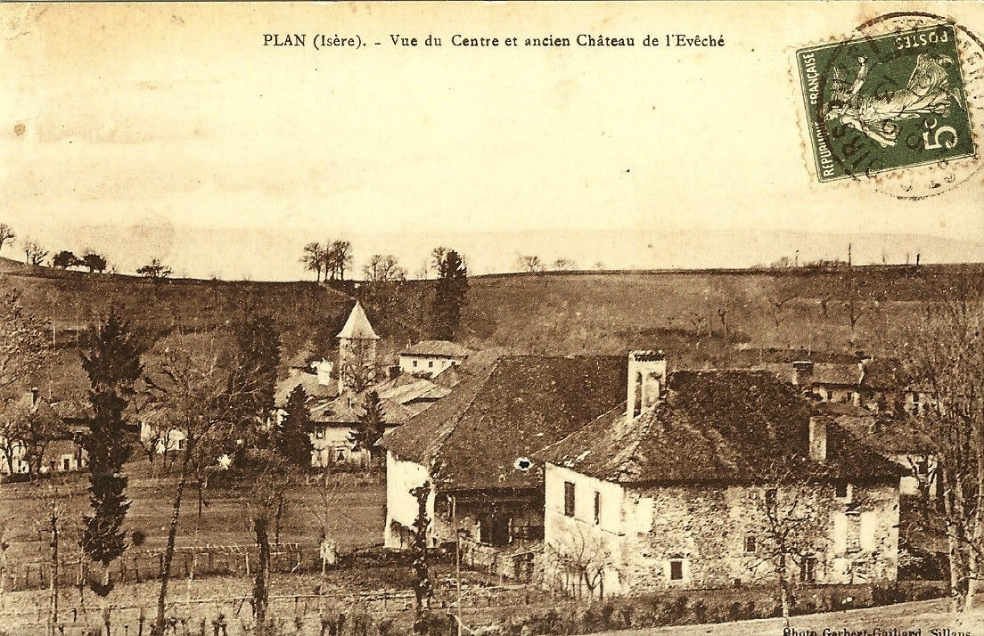
Vue du centre et ancien château de l'evêché, carte postale ancienne du début du XIXe siècle.

### Antiquité et Moyen Âge
Durant le Moyen Âge, Planis et Notre dame de Plan sont les noms évoqués pour l’appellation du bourg qui était indépendant sur le plan religieux. La paroisse dépendait du mandement de Saint-Etienne-de-Saint Geoirs.

## Politique et administration

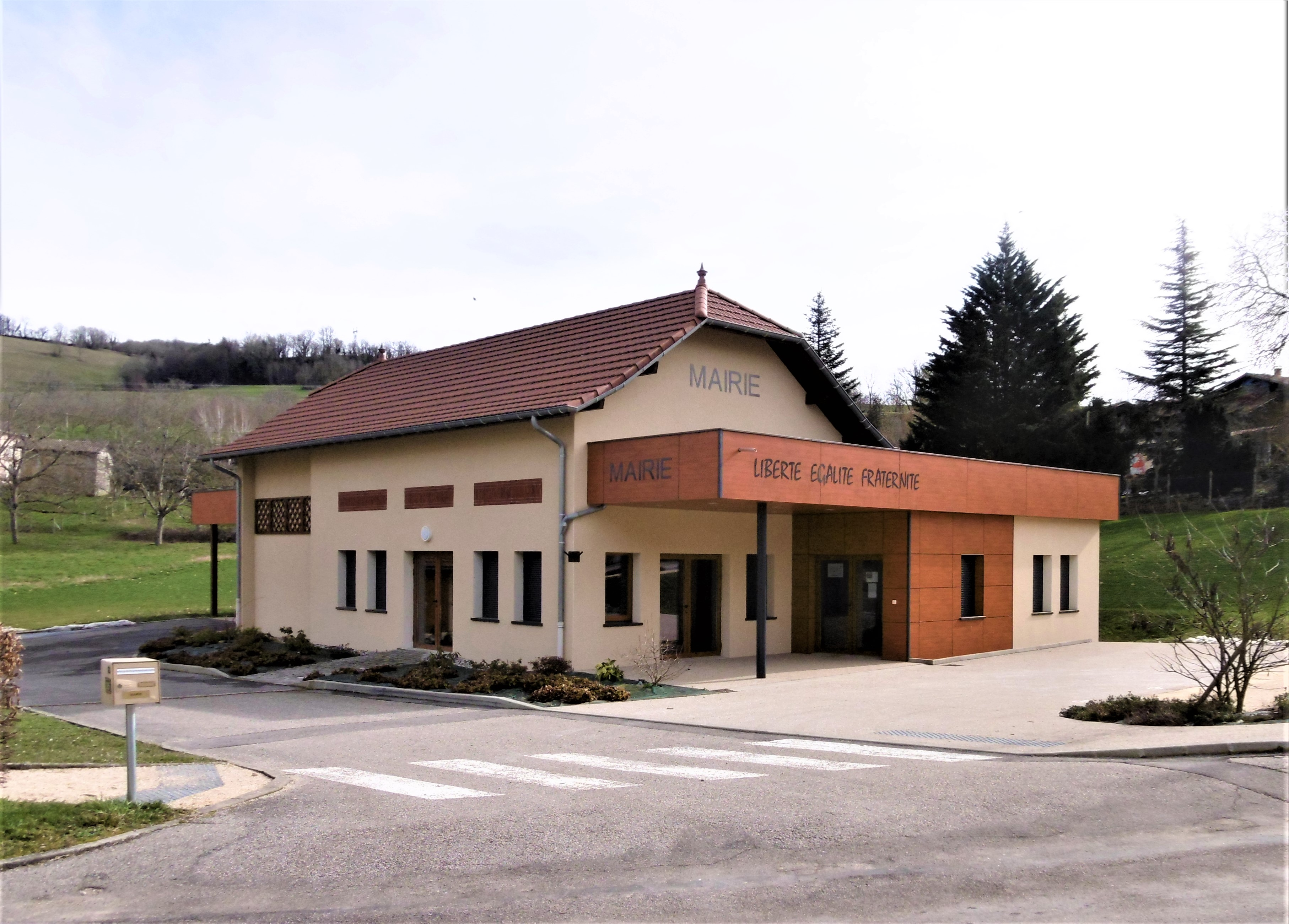
Mairie de Plan

### Administration municipale
Conformément à la législation en vigueur en 2021, le conseil municipal est composé de onze membres (sept hommes et quatre femmes) dont un maire, deux adjoints au maire et huit conseillers municipaux.

### Listes des maires
| Période                                  | Période  | Identité          | Étiquette | Qualité              |
| ---------------------------------------- | -------- | ----------------- | --------- | -------------------- |
| avant 1986                               | 2020     | Jean-Paul Bernard | DVD-CNIP  | Agriculteur retraité |
| 2020                                     | En cours | Patrick Cugniet   |           |                      |
| Les données manquantes sont à compléter. |          |                   |           |                      |

## Population et société

### Démographie
L'évolution du nombre d'habitants est connue à travers les recensements de la population effectués dans la commune depuis 1793. Pour les communes de moins de 10 000 habitants, une enquête de recensement portant sur toute la population est réalisée tous les cinq ans, les populations de référence des années intermédiaires étant quant à elles estimées par interpolation ou extrapolation. Pour la commune, le premier recensement exhaustif entrant dans le cadre du nouveau dispositif a été réalisé en 2008.

En 2022, la commune comptait 296 habitants, en évolution de +14,73 % par rapport à 2016 (Isère : +3,07 %, France hors Mayotte : +2,11 %).
| 1793 | 1800 | 1806 | 1821 | 1831 | 1836 | 1841 | 1846 | 1851 |
| ---- | ---- | ---- | ---- | ---- | ---- | ---- | ---- | ---- |
| 253  | 252  | 270  | 311  | 35   | 341  | 343  | 338  | 315  |

| 1856 | 1861 | 1866 | 1872 | 1876 | 1881 | 1886 | 1891 | 1896 |
| ---- | ---- | ---- | ---- | ---- | ---- | ---- | ---- | ---- |
| 300  | 304  | 306  | 286  | 301  | 264  | 263  | 256  | 266  |

| 1901 | 1906 | 1911 | 1921 | 1926 | 1931 | 1936 | 1946 | 1954 |
| ---- | ---- | ---- | ---- | ---- | ---- | ---- | ---- | ---- |
| 263  | 261  | 228  | 197  | 174  | 171  | 167  | 162  | 162  |

| 1962 | 1968 | 1975 | 1982 | 1990 | 1999 | 2006 | 2008 | 2013 |
| ---- | ---- | ---- | ---- | ---- | ---- | ---- | ---- | ---- |
| 143  | 125  | 113  | 147  | 184  | 182  | 221  | 232  | 255  |

| 2018 | 2022 | - | - | - | - | - | - | - |
| ---- | ---- | - | - | - | - | - | - | - |
| 263  | 296  | - | - | - | - | - | - | - |

### Enseignement
La commune est rattachée à l'académie de Grenoble.

### Médias
Le quotidien régional Le Dauphiné libéré, dans son édition locale Chartreuse et Sud-Grésivaudan, ainsi que l’hebdomadaire Les Affiches de Grenoble et du Dauphiné, relatent les informations locales au niveau de la commune, du canton et de la communauté de communes.
La commune est en outre située dans le bassin d’émission des chaînes de télévision France 3 Alpes et de téléGrenoble Isère. Elle est également située sur l'aire de diffusion de radio Ici Isère, une radio publique qui émet sur tout le territoire du département de l'Isère.

## Culture et patrimoine

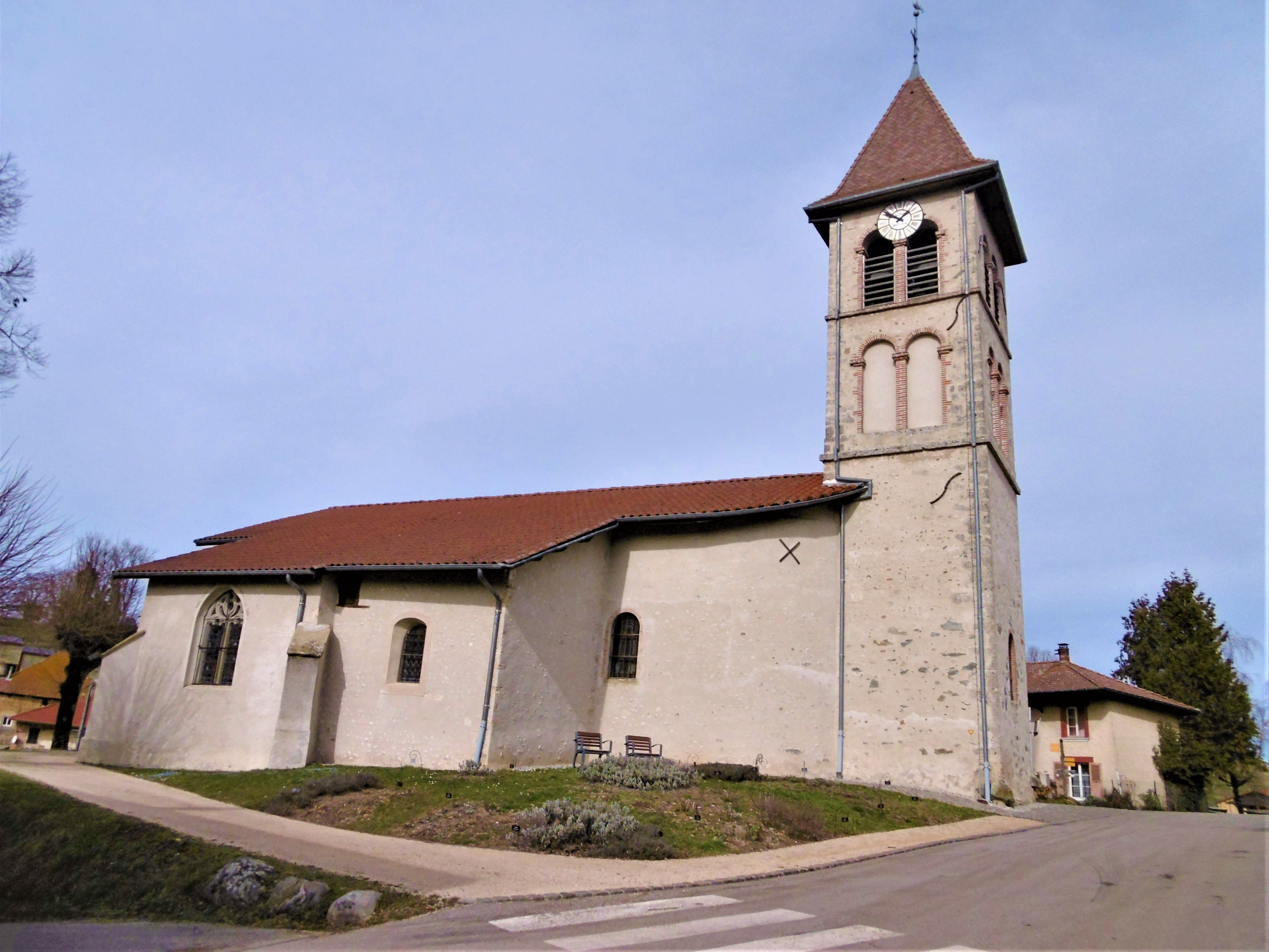
Église de Plan

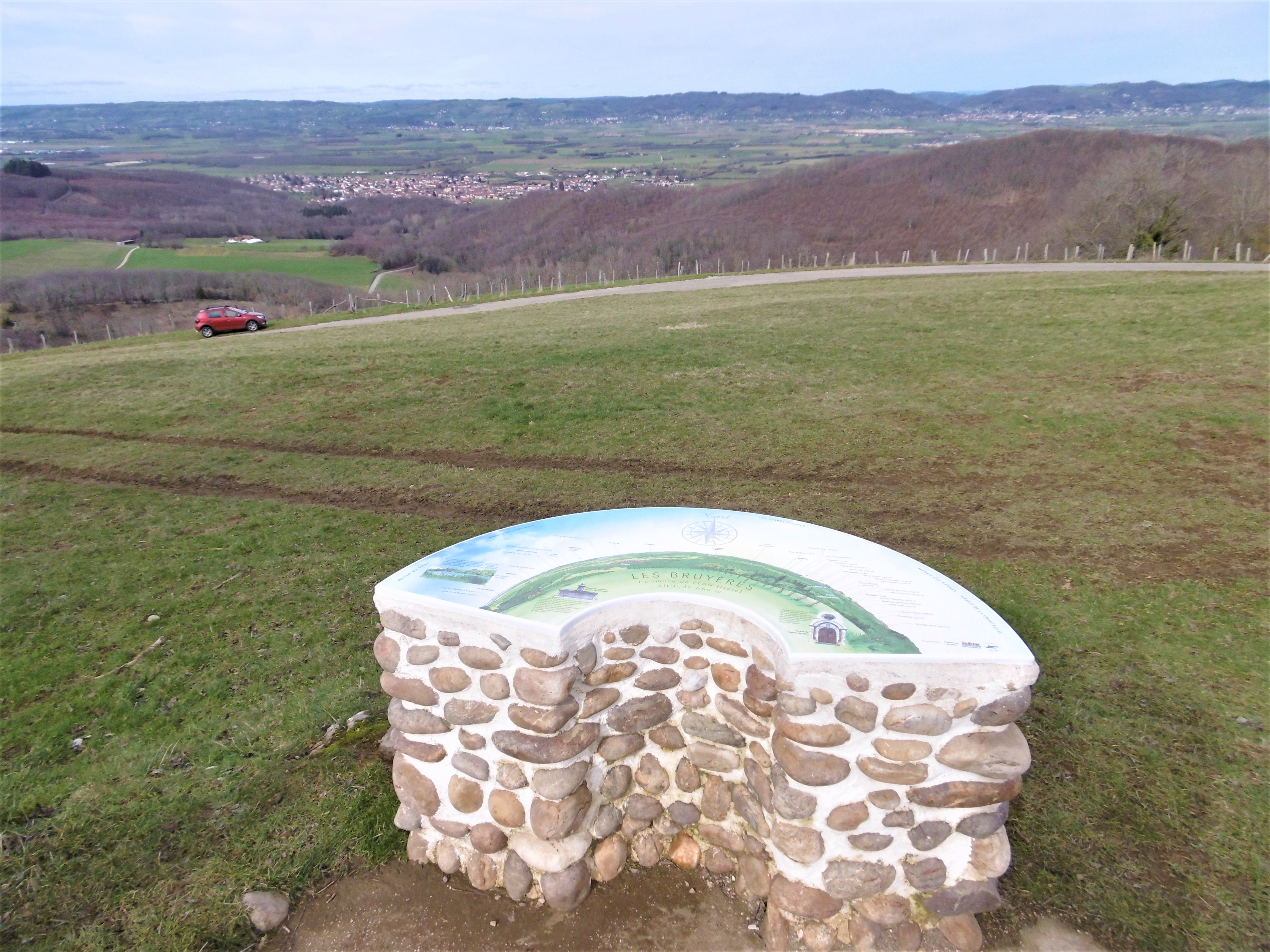
Table d'orientation du Camp de César

### Lieux et monuments
- Manoir de Plan, du XVIIe siècle[24].
- Église paroissiale de Plan

### Patrimoine naturel
- Oppidum du IIe siècle av. J.-C., dit du « Camp de César »[24].

Sur la route qui mène au point culminant du plateau de Chambaran, le visiteur peut découvrir une table d'orientation des Bruyères qui permet de découvrir la plaine de la Bièvre et l'histoire du camp de César.

### Héraldique
|  | Plan (Isère) possède des armoiries dont l'origine et le blasonnement exact ne sont pas disponibles. |